# جانوس غاراي
جانوس غاراي (بالمجرية: Garay János)‏ هو كاتب مسرحي وكاتب وصحفي وشاعر مجري، ولد في 10 أكتوبر 1812 في سكسارد في المجر، وتوفي في 5 نوفمبر 1853 في بشت في المجر.